# Маркиза (телеигра)
Телеигра «Маркиза» — интеллектуальная телевизионная программа, выходящая на Саратовском телевидении с 22 апреля 1993 года, построенная на основе литературной игры и встречи с известным артистом, писателем или журналистом.
Передача не имеет аналогов. Её правила и сценарии каждого выпуска созданы журналистом Александром Динесом.
C 2014 года программа снимается в актовом зале X корпуса Саратовского государственного университета.
С 2019 года программа выходит в премьерных показах на Youtube-канале «Маркиза ТВ».

## Правила телеигры
Первая часть программы — литературная игра, в которой участвуют все зрители в павильоне. Игра требует от них знания литературных произведений, тонкого чувства языка, умения логически мыслить, мгновенно ориентироваться в меняющейся информационной ситуации, выстраивать цепочку вопросов, проявления свободы, интуиции и чувства юмора. Задания, связанные каждый раз общей сюжетной темой, черпаются из всей мировой литературы: от античной классики до детских сказок, поэтому шанс выиграть есть у участников с разным багажом знаний.
Победитель 4-этапной литературной игры по тем же правилам отгадывает гостя программы — знаменитого актёра, режиссёра или литератора, приглашаемого создателями передачи в Саратов специально для участия в «Маркизе». Тема литературной игры и сами загадки так или иначе «подсказывают» личность гостя, готовя его появление.
Например, тема игры — «Романтические сюжеты со счастливым финалом», а загадки:
1. «Некая часть тела» (борода Черномора из пушкинского «Руслана и Людмилы»);
2. «Предмет одежды» (заячий тулуп из «Капитанской дочки»)
3. «Литературный герой» (комарик из «Мухи-Цокотухи» Корнея Чуковского. Гостьей программы была Евгения Симонова (известность которой принесла роль «Принцессы» в фильме «Обыкновенное чудо» М. Захарова, в котором романтический сюжет заканчивается счастливым финалом).

Вторая часть программы — общение ведущего и зрителей с угаданным гостем. «Маркиза» стала хранителем уникальных документальных материалов. В её фондах более ста видеозаписей 2-3 часовых встреч с выдающимися деятелями русской культуры.

## Гости «Маркизы»
1. Авангард Леонтьев
2. Александр Адабашьян
3. Александр Калягин
4. Александр Митта
5. Александр Михайлов
6. Александр Панкратов-Черный
7. Александр Пороховщиков
8. Александр Феклистов
9. Александр Филиппенко
10. Александр Ширвиндт
11. Алексей Баталов
12. Алексей Гуськов
13. Алексей Петренко
14. Алла Демидова
15. Альберт Филозов
16. Андрей Панин
17. Андрей Смирнов
18. Андрей Смоляков
19. Андрей Соколов
20. Артур Смольянинов
21. Борис Щербаков
22. Вадим Абдрашитов
23. Валентин Гафт
24. Валентин Смирнитский
25. Валентина Талызина
26. Валерий Баринов
27. Валерий Гаркалин
28. Валерий Золотухин
29. Василий Лановой
30. Вахтанг Кикабидзе
31. Вениамин Смехов
32. Виктор Ерофеев
33. Виталий Соломин
34. Владимир Войнович
35. Владимир Зельдин
36. Владимир Ильин
37. Владимир Меньшов
38. Владимир Молчанов
39. Владимир Стеклов
40. Владимир Этуш
41. Владислав Листьев[3]
42. Всеволод Шиловский
43. Вячеслав Тихонов
44. Галина Волчек
45. Георгий Данелия
46. Георгий Жжёнов
47. Георгий Тараторкин
48. Даниил Спиваковский
49. Дмитрий Астрахан
50. Дмитрий Быков
51. Дмитрий Назаров
52. Дмитрий Харатьян
53. Евгений Весник
54. Евгений Евтушенко
55. Евгений Князев
56. Евгений Стеблов
57. Евгения Добровольская
58. Евгения Симонова
59. Екатерина Васильева
60. Елена Коренева с Андреем Ташковым
61. Елена Яковлева
62. Ивар Калныньш
63. Игорь Золотовицкий
64. Игорь Кваша
65. Игорь Костолевский
66. Игорь Ливанов
67. Игорь Ясулович
68. Инна Макарова
69. Ирина Алфёрова
70. Ирина Апексимова
71. Ирина Муравьева
72. Ирина Розанова
73. Лев Дуров
74. Лев Прыгунов
75. Леонид Каневский
76. Лия Ахеджакова
77. Любовь Полищук
78. Маргарита Терехова
79. Марина Могилевская
80. Марина Неелова
81. Мария Аронова
82. Марлен Хуциев
83. Михаил Глузский
84. Михаил Ефремов
85. Михаил Жигалов
86. Михаил Козаков
87. Михаил Полицеймако
88. Михаил Ульянов
89. Наталья Гундарева
90. Никита Высоцкий
91. Николай Губенко
92. Николай Чиндяйкин
93. Нина Русланова
94. Олег Анофриев
95. Олег Стриженов
96. Олег Табаков
97. Ольга Аросева
98. Ольга Будина
99. Ольга Волкова
100. Ролан Быков с Еленой Санаевой
101. Роман Виктюк
102. Роман Карцев
103. Роман Мадянов
104. Светлана Дружинина
105. Сергей Газаров
106. Сергей Гармаш
107. Сергей Маковецкий
108. Сергей Никоненко
109. Сергей Соловьёв
110. Сергей Сосновский
111. Сергей Урсуляк
112. Сергей Шакуров
113. Сергей Юрский
114. Станислав Говорухин
115. Тамара Сёмина
116. Татьяна Васильева
117. Татьяна Догилева
118. Эммануил Виторган
119. Юлий Ким
120. Юлия Рутберг
121. Юозас Будрайтис
122. Юрий Норштейн
123. Юрий Рост
124. Юрий Чурсин
125. Юрий Яковлев

## Призы
Победители программы и те, кто отличились оригинальной игрой, получают книги и приглашения на спектакли саратовских театров.
Один из любимых призов «Маркизы» — «За альтруизм» — вопрос, открывший путь к победе другому. Главный приз — поездка в Москву на двоих с возможностью посещения любой театральной постановки по выбору победителя.
Каждую весну проводится специальный выпуск «Маркизы» для абитуриентов Института филологии и журналистики при Саратовском классическом университете, победители которого становятся его студентами.
В 2002 году была проведена межрегиональная игра, в которой кроме саратовцев участвовали абитуриенты из Астрахани и Пензы, отобранные на специально проведённых в этих городах олимпиадах. Восемь её победителей без экзаменов стали студентами Саратовского государственного классического университета и Саратовского государственного социально-экономического университета.
В интерактивном варианте программы участвовать в отгадывании литературных загадок могут телезрители. На каждую программу поступает 100—150 телефонных звонков. Призы получают все участники, давшие правильный ответ.

## Игроки «Маркизы»
Многие зрители ходят на программу с первых её выпусков уже в течение 20 лет. Дети, приходившие когда-то с родителями, теперь приводят уже собственных детей. Абитуриенты, поступившие на первых выпусках «Маркизы», стали преподавателями и уже соревнуются с собственными студентами. Таким образом «Маркиза» постепенно стала своеобразным клубом любителей театра, литературы и кино.
Аудитория (как правило, от 150 до 200 человек) состоит из представителей самых разных возрастов (от школьников до пенсионеров с многолетним стажем), профессий и интересов. Важно, что в аудитории нет «статистов», в игре участвуют все. Для создания атмосферы дружеского вечера в программу приглашаются музыканты различных стилей и направлений.
За время существования «Маркизы» в её павильоне побывало около двадцати тысяч человек, было отгадано более 500 разнообразных литературных загадок, процитировано столько же произведений и их авторов. Более 100 абитуриентов стали студентами, победив на специальных выпусках. Состоялось более 100 встреч с гостями «Маркизы».
По материалам программ выпущено три тома книги «„Маркиза“. Страницы телевизионной игры», в которые вошли фрагменты литературных игр, и встречи с некоторыми гостями программы.

## Приложения к телеигре
Доброжелательная и компетентная аудитория «Маркизы», которая складывалась на протяжении многих лет, располагает своих гостей к долгому и непринужденному разговору, многообразие её интересов позволяет коснуться множества самых разнообразных тем. Из материалов этих встреч монтируются приложения к телеигре «Маркиза», состоящие из 2-3 частей, целиком посвященные гостю программы. В какой-то степени эти приложения можно назвать видеоэнциклопедией русского театра и кино, или же театральным романом, рассказанным на «Маркизе».

## Награды
«Маркиза» удостоена более сорока призов и дипломов на Международных и Всероссийских фестивалях, среди них:
- Приз «Надежда» «За интеллигентность и оптимизм» Международного телефестиваля «ТелеПроФи-2001».
- Главный приз Всероссийского фестиваля «Разум XXI век» в номинации «Игровые программы». Томск, 2001 г.
- Специальный приз «За уважение к молодежной аудитории» на Всероссийском конкурсе «Культура на телевидении 2001—2002» Москва, 2002 г.
- Диплом V Евразийского телефорума в номинации «Игры в которые играют люди». Москва 2002.
- Диплом специального конкурса «Москва глазами друзей» V Евразийского телефорума. Москва, 2002 г.
- Серебряный диплом «ТЭФИ-Регион 2002» в номинации «Просветительская программа».
- Главный приз III Всероссийского фестиваля «Культура в эфире» в номинации «Лучшая цикловая программа о культуре». Нижнекамск, 2003 г.
- Лауреат премии Союза журналистов России «За лучшее журналистское произведение 2003 года».
- Серебряный диплом «ТЭФИ-Регион 2006» в номинации «Просветительская программа».
- Главный приз открытого Всероссийского конкурса «Как слово наше отзовётся» в номинации «Язык программы. Отечественные записки». Москва, 2006 г.
- Приз II Международного фестиваля «ТелеПроФи» в номинации «Программы для молодёжи». Саратов, 2007 г.
- Диплом Международного телекинофорума «Вместе» в номинации «Развлекательная программа». Ялта, 2007 г.
- Главный приз III Международного мультимедийного фестиваля «Живое слово». Большое Болдино, 2008 г.
- Главный приз открытого Всероссийского фестиваля «За образцовое владение русским языком в электронных СМИ» в номинации «Лучший образовательный проект». Москва, 2008 г.
- Лауреат премии «Золотое перо России» Союза журналистов России за 2008 — (Автор и ведущий Александр Динес).
- Специальный приз «За верность традициям российской культуры» «ТЭФИ — Регион 2008» .
- Финалист Национального конкурса ТЭФИ 2009 в номинации "Программы для детей и юношества.
- Главный приз Третьего Евразийского фестиваля социальных программ и фильмов для молодёжи «Я — человек» в номинации «Образовательная/просветительская программа» Оренбург, 2009 г.
- «Знак Согласия» Международной конфедерации журналистов «За заслуги в повышении роли средств массовой коммуникации, в утверждении идеалов мира и добрососедства», 2010 г.

## Создатели
- Автор, ведущий и продюсер программы — Александр Динес
- Режиссёр-постановщик — Наталия Давыдова

## Интересные факты
Автором предисловия к книге "Маркиза. Страницы телевизионной игры" стал легендарный телевизионщик, один из создателей "КВН" Сергей Александрович Муратов. Его ученица Ирина Волкова в своей докторской диссертации пишет следующее:   
В телеэфире есть совсем немного программ, которые, по нашему мнению, достойны считаться истинными играми – преемниками прежнего «КВН». Среди них и особо почитаемая С.А. Муратовым «Маркиза» – передача, выпускаемая Саратовским телевидением с 1993 года по сей день. Обоснуем это утверждение, последовательно анализируя форму этой передачи, её содержание, функции, модель коммуникации со зрителями и постэфир.
Форма и содержание. Телепрограмма состоит из двух частей: литературная игра-викторина и встреча с «тайным гостем», специально приехавшим в Саратов. Его имя никто, кроме ведущего, заранее не знает, оно должно быть отгадано финалистом первой части. Действие происходит в студии, где собираются поклонники чтения – люди разных возрастов, здесь нет статистов, нет разделения на участников и зрителей. В трёх турах игры нужно отгадать нечто (предметы, ситуации, фразы, так или иначе связанные с литературой) или авторов книг, задавая вопросы ведущему таким образом, чтобы тот мог ответить либо «да», либо «нет». Загадки объединены общей темой, например, «Последствия верности своей привычке, описанные в произведениях русской литературы» или «Гротескные ситуации и персонажи». Тема должна каким-то образом намекать на гостя телеигры (роли, внешность, характер, биография), который появится во второй части, чтобы пообщаться с игроками. Передача в момент записи полностью импровизационна, ведущему приходится фантазировать, чтобы ответы были правильными и при этом неочевидными, игроки забывают о камерах и о съёмках, вовлекаясь в почти детективный процесс, живые эмоции отражаются на лицах, и телезритель видит, как происходит озарение, рождается догадка. При последующем монтаже сохраняется иллюзия прямого эфира: паузы, оговорки, повторы как важные штрихи образа человека играющего не вырезаются. Рассказы гостей создатели передачи считают видеодокументами, естественными портретами известных людей в интерьере свободного раскрепощённого общения. Из материалов этих встреч монтируются приложения к игре, которые являются своеобразной видеоэнциклопедией русского театра и кино, или же театральным романом, рассказанным в программе «Маркиза» доброжелательной и внимательной аудитории
Если передача идёт в прямом эфире, участвовать в игре могут и телезрители. Несмотря на отсутствие рекламной кампании и активного продвижения в Интернете (у «Маркизы» всего по одному сообществу в Фейсбуке, «Одноклассниках» и ВКонтакте, нет своего сайта), на каждую программу поступает не менее 150-ти звонков. Миссия и функции передачи. По словам создателя «Маркизы» и её постоянного ведущего Александра Динеса, главное, «чтобы в момент, когда зазвучит финальная мелодия, у зрителя осталось ощущение душевного подъёма, осознание того, что в жизни существуют романтика, светлые чувства, гармония и красота».
«Маркиза» отвечает концепции человековедческого телевидения («рентген характера»), сформулированной В. Саппаком и С. Муратовым более полувека назад: только истинные чувства человека, только настоящие эмоции, без лицедейства и притворства, открытие реального человека и провозглашение его высшей ценностью – составляют первоэлемент телевидения. «Маркиза» знакомит зрителей с интересными людьми, которые, благодаря особому творческому пространству игры, свободно и искренне демонстрируют свои лучшие человеческие качества. Как писал С.А. Муратов: «При всей занятности, забавности, передача несёт в себе то, что мы называем интеллигентностью, даже, я бы сказал, высшей пробы провинциальной интеллигентностью – той, что ассоциативно связана для нас с хрестоматийными нашими представлениями о Чехове, об опрятности небогатых музеев и библиотек, о каком-нибудь юноше из глубинки, призёре научных олимпиад или же победителе интеллектуальных телевизионных игр»
Название и заставка. Передача получила своё интригующее название в честь кота режиссёра Наталии Давыдовой. Сначала авторам просто понравилось звучание слова «маркиза», потом оказалось, что название отражает дух импровизации и независимости игры. По словам одного из гостей, актёра Владимира Стеклова, хочется в присутствии «Маркизы», «этой «дамы», быть элегантным, галантным и приветствовать её только в почтительном поклоне»
Музыкальная заставка к «Маркизе» настраивает зрителей на оптимистичный и при этом неоднозначный лад: итальянский камерный оркестр Rondo Veneziano исполняет тему в стиле барокко; мы слышим динамичное звучание старинных и современных инструментов. Это похоже на увертюру, передающую в свёрнутом виде концепцию будущего музыкального представления. Уже в заставке опознаётся интрига: ирония, игра, фантазия заключаются в смешении музыкальных стилей. Иоганн Йозеф Фукс, композитор и теоретик эпохи барокко, писал: «Музыкальное произведение отвечает требованиям хорошего вкуса, если оно направлено на возвышенное, но движется в естественном порядке, сочетая блестящие идеи с совершенным мастерством»336. Rondo Veneziano осовременивает барокко естественными ритмами бас-гитары и ударных, что придаёт возвышенной мелодии игривость и озорство.
На картинке, сопровождающей музыку, возникает старинный письменный стол с чернильницей и перьями, стопками фолиантов в красивых корешках, и на листе вязью пишется название передачи.
Модель коммуникации. В «Маркизе» используется «субъектно-субъектная» модель коммуникации, характерная для истинной свободной игры, когда нет управленческого одностороннего процесса. Цель деятельности находится внутри игрового пространства, в самом процессе поиска ответа на вопросы. Мотивацией служат не столько призы (книги, билеты в театр) – они являются приятным дополнением, а сама возможность играть и общаться. На съемках программы царит почти семейная обстановка, создаваемая ведущим Александром Динесом с помощью различных приёмов, например, в начале игры Динес традиционно представляет поимённо всех создателей программы (режиссера, операторов и других.) и интересуется, есть ли новички среди игроков, а в конце передачи всем участницам, независимо от возраста, преподносят цветы.
Постэфир. Подобно «КВН» и «Что? Где? Когда?» вокруг «Маркизы» более чем за 20 лет её существования сформировался клуб участников и фанатов, правда, далеко не такой многочисленный. Каждый год организуется специальный выпуск для абитуриентов Института филологии и журналистики Саратовского Госуниверситета, победители зачисляются вне конкурса. В павильоне «Маркизы» побывало примерно двадцать тысяч игроков, было отгадано более пятисот разнообразных литературных загадок, передача значительно повысила спрос на классические произведения литературы

«Маркиза» получила более сорока наград и дипломов на международных и всероссийских фестивалях. В частности, приз в номинации «За интеллигентность и оптимизм» – как раз за те качества, которые делают игру идеальной, которыми отличался и прежний «КВН».
Д 212.203.23 Диссертация на соискание учёной степени доктора филологических наук "Игра как системообразующий феномен экранных коммуникаций" — автор Ирина Ивановна Волкова. Москва, 2015.]